# Richard Barber
Richard Barber (Great Dunmow, 30 ottobre 1941) è uno storico britannico.
È specializzato in storia e letteratura medioevali. Con il libro Il cavaliere e la cavalleria nel 1971 vinse il Somerset Maugham Award.
Nel corso degli anni, Barber si è affermato come uno studioso "puro", evitando di cadere su false congetture e ipotetiche ricostruzioni facendo della ricerca e del riscontro storico il suo cavallo da battaglia.
Nel libro Il Santo Graal, Barber fornisce informazioni sulle tradizioni che circondano questo oggetto partendo dalle origini fino ai giorni nostri e non perdendosi mai in congetture esoteriche.

## Opere
- Richard Barber, Graal, Piemme, 2004, ISBN 978-88-384-7033-2.
- Richard Barber, Cavalieri del Medioevo, Piemme, 2005, ISBN 978-88-384-8138-3.